# Bryne Fotballklubb 2013
Questa voce raccoglie le informazioni riguardanti il Bryne Fotballklubb nelle competizioni ufficiali della stagione 2013.

## Stagione
Il Bryne chiuse la stagione al 7º posto, mancando l'accesso alle qualificazioni all'Eliteserien per un punto. L'avventura nella Coppa di Norvegia 2013, invece, terminò al quarto turno, con l'eliminazione per mano del Lillestrøm. I calciatori più utilizzati in stagione furono Anders Kristiansen e Jon-Helge Tveita, entrambi con 34 presenze (30 in campionato, 4 in coppa). I migliori marcatori furono invece Aram Khalili e Oddbjørn Skartun, con 19 reti (17 in campionato e 2 in coppa per il primo, 16 in campionato e 3 in coppa per il secondo).

## Maglie e sponsor
Lo sponsor tecnico per la stagione 2013 fu Macron, mentre lo sponsor ufficiale fu Jadarhus. La divisa casalinga era composta da una maglietta rossa con maniche bianche, pantaloncini e calzettoni bianchi. Quella da trasferta era invece totalmente nera.
| Casa | Trasferta |

## Rosa
| N. |                     | Ruolo | Calciatore          |
| -- | ------------------- | ----- | ------------------- |
| 1  | Norvegia (bandiera) | P     | Anders Kristiansen  |
| 2  | Norvegia (bandiera) | D     | Marius Lode         |
| 3  | Norvegia (bandiera) | D     | Krister Wemberg     |
| 4  | Norvegia (bandiera) | D     | Vegar Landro        |
| 5  | Fær Øer (bandiera)  | D     | Rógvi Baldvinsson   |
| 6  | Norvegia (bandiera) | C     | Håvard Urstad       |
| 7  | Norvegia (bandiera) | C     | Henrik Breimyr      |
| 8  | Norvegia (bandiera) | D     | Aleksander Midtsian |
| 9  | Norvegia (bandiera) | D     | Tommy Eide Møster   |
| 10 | Norvegia (bandiera) | A     | Oddbjørn Skartun    |
| 11 | Egitto (bandiera)   | C     | Sabri Khattab       |
| 12 | Norvegia (bandiera) | P     | Fredrik Vinningland |
| 12 | Norvegia (bandiera) | P     | Jonas Høidahl       |

| N. |                     | Ruolo | Calciatore              |
| -- | ------------------- | ----- | ----------------------- |
| 14 | Norvegia (bandiera) | A     | Eirik Jakobsen          |
| 15 | Norvegia (bandiera) | C     | Jon-Helge Tveita        |
| 16 | Norvegia (bandiera) | C     | Truls Vagle             |
| 18 | Norvegia (bandiera) | C     | Henning Romslo          |
| 19 | Norvegia (bandiera) | A     | Aram Khalili            |
| 20 | Norvegia (bandiera) | C     | Esben Ertzeid           |
| 23 | Norvegia (bandiera) | C     | Ørjan Hopen             |
| 23 | Norvegia (bandiera) | C     | Sverre Larsen           |
| 27 | Norvegia (bandiera) | A     | Emil Selliken           |
| 28 | Norvegia (bandiera) | C     | Ola Selliken            |
| 29 | Norvegia (bandiera) | A     | Frank Hole              |
| 30 | Norvegia (bandiera) | D     | Kristoffer Viste        |
| 32 | Norvegia (bandiera) | C     | Andreas Ulland Andersen |

## Calciomercato

### Sessione invernale(dal 01/01 al 31/03)
| Acquisti | Acquisti                | Acquisti    | Acquisti   |
| R.       | Nome                    | da          | Modalità   |
| -------- | ----------------------- | ----------- | ---------- |
| D        | Rógvi Baldvinsson       | Ålgård      | definitivo |
| D        | Krister Wemberg         | Molde       | definitivo |
| C        | Andreas Ulland Andersen | Sandnes Ulf | definitivo |
| C        | Jon-Helge Tveita        | Viking      | prestito   |
| A        | Eirik Jakobsen          | Viking      | definitivo |
| A        | Aram Khalili            | Bodø/Glimt  | definitivo |
| A        | Oddbjørn Skartun        | Haugesund   | definitivo |

| Cessioni | Cessioni           | Cessioni   | Cessioni      |
| R.       | Nome               | a          | Modalità      |
| -------- | ------------------ | ---------- | ------------- |
| D        | Mobi Okoli         |            | svincolato    |
| D        | Kai Risholt        |            | svincolato    |
| D        | Anders Thorsen     | Ålgård     | definitivo    |
| C        | Diogo Fernandes    |            | svincolato    |
| C        | Geir Høyland       | Ålgård     | prestito      |
| C        | Kim-Robert Nyborg  | Egersund   | definitivo    |
| C        | Håkon Stenersen    |            | svincolato    |
| C        | Kai Ove Stokkeland |            | svincolato    |
| A        | Øyvind Braaten     | Frøyland   | definitivo    |
| A        | Geir André Herrem  | Vidar      | definitivo    |
| A        | Eirik Jakobsen     | Viking     | fine prestito |
| A        | Erlend Robertsen   | Bodø/Glimt | fine prestito |

### Sessione estiva(dal 15/07 al 10/08)
| Acquisti | Acquisti    | Acquisti | Acquisti |
| R.       | Nome        | da       | Modalità |
| -------- | ----------- | -------- | -------- |
| C        | Ørjan Hopen | Sogndal  | prestito |

| Cessioni | Cessioni       | Cessioni | Cessioni   |
| R.       | Nome           | a        | Modalità   |
| -------- | -------------- | -------- | ---------- |
| P        | Jonas Høidahl  | Egersund | definitivo |
| C        | Sverre Larsen  | Egersund | definitivo |
| C        | Henning Romslo | Egersund | definitivo |

## Risultati

### 1. divisjon

#### Girone di andata
| Ski 2 giugno 2013, ore 18:00 1ª giornata | Follo  | 0 – 0 referto | Bryne | Ski Stadion (524 spett.)\| Arbitro: \| Ahlsen \| |
| Arbitro:                                 | Ahlsen |               |       |                                                  |

| Arbitro: | Eskås |

|                         |           |             |
| Skartun 44’ Wemberg 80’ | Marcatori | 12’ Solberg |

| Trondheim 21 aprile 2013, ore 18:00 3ª giornata | Ranheim | 0 – 0 referto | Bryne | DnB Arena (540 spett.)\| Arbitro: \| Moen \| |
| Arbitro:                                        | Moen    |               |       |                                              |

| Arbitro: | Kringstad |

|                                          |           |  |
| Skartun 53’, 56’ Khalili 66’, 90’ (rig.) | Marcatori |  |

| Arbitro: | Toppe |

|                        |           |                 |
| Johansen 38’ Kassi 75’ | Marcatori | 52’, 53’ Tveita |

| Arbitro: | Tennøy |

|                  |           |                 |
| Khalili 19’, 32’ | Marcatori | 55’ Moen Hansen |

| Arbitro: | Lundby |

|                    |           |                             |
| Torske 72’ Vik 85’ | Marcatori | 14’ Skartun 50’ Baldvinsson |

| Arbitro: | Moen |

|  |           |                |
|  | Marcatori | 73’ Johannesen |

| Arbitro: | Kjensli (Oslo) |

|  |           |                                    |
|  | Marcatori | 31’ Skartun 55’ Urstad 61’ Khattab |

| Arbitro: | Gjermshus |

|             |           |                       |
| Skartun 21’ | Marcatori | 12’ Dieng 90’ Røyrane |

| Bryne 31 luglio 2013, ore 19:00 11ª giornata                       | Bryne     | 1 – 1 referto | Elverum | Bryne Stadion (1.428 spett.) |
| \| \| \| \| \| Andersen 5’, 27’, 59’ \| Marcatori \| 8’ Eriksen \| |           |               |         |                              |
|                                                                    |           |               |         |                              |
| Andersen 5’, 27’, 59’                                              | Marcatori | 8’ Eriksen    |         |                              |

| Arbitro: | Eskås |

|                         |           |                                    |
| Myhre 60’ Miljeteig 68’ | Marcatori | 55’ Møster 87’ (rig.), 90’ Khalili |

| Arbitro: | Ahlsen |

|             |           |  |
| Skartun 51’ | Marcatori |  |

| Arbitro: | Lundby |

|  |           |             |
|  | Marcatori | 85’ Skartun |

| Arbitro: | Lundby |

|                         |           |                    |
| Khalili 24’ Ertzeid 41’ | Marcatori | 30’ Langås 57’ Aas |

#### Girone di ritorno
| Arbitro: | Kringstad |

|                     |           |  |
| Rasch 48’ Yabré 64’ | Marcatori |  |

| Arbitro: | Hansen |

|                                   |           |          |
| Urstad 37’ Tveita 63’ Khalili 90’ | Marcatori | 49’ Åsen |

| Arbitro: | Kjensli (Kjelsås) |

|                                                                |           |                                    |
| Jacobsen 26’ Laajab 28’ Ndiaye 45’ Richards 50’ V. Braaten 90’ | Marcatori | 55’ Skartun 58’ Khalili 84’ Urstad |

| Arbitro: | Hansen |

|                                      |           |                       |
| Hopen 5’ Skartun 44’, 87’ Møster 50’ | Marcatori | 21’ Mendy 89’ Markeng |

| Arbitro: | Lundby |

|                      |           |  |
| Torp 10’, 82’ (rig.) | Marcatori |  |

| Bryne 2 settembre 2013, ore 19:00 21ª giornata                    | Bryne     | 1 – 2 referto       | Stabæk | Bryne Stadion (1.496 spett.) |
| \| \| \| \| \| Skartun 25’ \| Marcatori \| 10’, 46’ Stokkelien \| |           |                     |        |                              |
|                                                                   |           |                     |        |                              |
| Skartun 25’                                                       | Marcatori | 10’, 46’ Stokkelien |        |                              |

| Arbitro: | Ahlsen |

|                          |           |                        |
| Dahle 16’ Sveen 63’, 72’ | Marcatori | 61’ Tveita 79’ Khalili |

| Arbitro: | Steen (Larvik) |

|            |           |                    |
| Larsen 68’ | Marcatori | 90’ (rig.) Khalili |

| Arbitro: | Haugen |

|                                          |           |                              |
| Khalili 16’, 74’ Breimyr 23’ Ertzeid 60’ | Marcatori | 17’, 89’ Azemi 47’ Levorstad |

| Arbitro: | Lundby |

|                      |           |                              |
| Langås 63’, 84’, 90’ | Marcatori | 11’, 87’ Skartun 74’ Khattab |

| Arbitro: | Tennøy |

|  |           |            |
|  | Marcatori | 41’ Beugré |

| Arbitro: | Eskås |

|                                           |           |  |
| Stene 16’, 70’ Westgaard 40’ Shaswari 55’ | Marcatori |  |

| Arbitro: | Steen |

|                              |           |              |
| Skartun 13’, 18’ Ertzeid 37’ | Marcatori | 44’ Andersen |

| Arbitro: | Moen |

|             |           |                  |
| Balstad 15’ | Marcatori | 41’, 41’ Khalili |

| Arbitro: | Lundby |

|                              |           |                                                 |
| Ertzeid 42’ Khalili 56’, 62’ | Marcatori | 54’ Miljeteig 58’, 90’ Kapidzic 74’, 89’ Larsen |

### Coppa di Norvegia
| Arbitro: | Steen |

|  |           |                                                      |
|  | Marcatori | 24’ Urstad 38’ Khalili 75’, 86’ Jakobsen 82’ Khattab |

| Arbitro: | Dima |

|                                     |           |  |
| Skartun 38’ Andersen 55’ Tveita 63’ | Marcatori |  |

| Arbitro: | Hagen (Grue) |

|                            |           |                                                  |
| Edmundsson 67’ Bjørdal 67’ | Marcatori | 17’ Khalili 43’, 83’ Skartun 60’ (rig.) Andersen |

| Arbitro: | Sælen (Bergen) |

|                              |           |  |
| Vaagan Moen 100’ Fofana 118’ | Marcatori |  |

## Statistiche

### Statistiche di squadra
| Competizione      | Punti | In casa | In casa | In casa | In casa | In casa | In casa | In trasferta | In trasferta | In trasferta | In trasferta | In trasferta | In trasferta | Totale | Totale | Totale | Totale | Totale | Totale | DR  |
| Competizione      | Punti | G       | V       | N       | P       | Gf      | Gs      | G            | V            | N            | P            | Gf           | Gs           | G      | V      | N      | P      | Gf     | Gs     | DR  |
| ----------------- | ----- | ------- | ------- | ------- | ------- | ------- | ------- | ------------ | ------------ | ------------ | ------------ | ------------ | ------------ | ------ | ------ | ------ | ------ | ------ | ------ | --- |
| 1. divisjon       | 46    | 15      | 9       | 1       | 5       | 33      | 23      | 15           | 4            | 6            | 5            | 22           | 27           | 30     | 13     | 7      | 10     | 55     | 50     | +5  |
| Coppa di Norvegia | -     | 1       | 1       | 0       | 0       | 3       | 0       | 3            | 2            | 0            | 1            | 9            | 4            | 4      | 3      | 0      | 1      | 12     | 4      | +8  |
| Totale            | -     | 16      | 10      | 1       | 5       | 36      | 23      | 18           | 6            | 6            | 6            | 31           | 31           | 34     | 16     | 7      | 11     | 67     | 54     | +13 |

### Statistiche dei giocatori
| Giocatore      | 1. divisjon | 1. divisjon | 1. divisjon | 1. divisjon | Coppa di Norvegia | Coppa di Norvegia | Coppa di Norvegia | Coppa di Norvegia | Coppe europee | Coppe europee | Coppe europee | Coppe europee | Altre coppe | Altre coppe | Altre coppe | Altre coppe | Totale   | Totale | Totale      | Totale     |
| Giocatore      | Presenze    | Reti        | Ammonizioni | Espulsioni  | Presenze          | Reti              | Ammonizioni       | Espulsioni        | Presenze      | Reti          | Ammonizioni   | Espulsioni    | Presenze    | Reti        | Ammonizioni | Espulsioni  | Presenze | Reti   | Ammonizioni | Espulsioni |
| -------------- | ----------- | ----------- | ----------- | ----------- | ----------------- | ----------------- | ----------------- | ----------------- | ------------- | ------------- | ------------- | ------------- | ----------- | ----------- | ----------- | ----------- | -------- | ------ | ----------- | ---------- |
| A. Andersen    | 26          | 3           | 7           | 0           | 4                 | 2                 | 1                 | 0                 | ?             | ?             | ?             | ?             | ?           | ?           | ?           | ?           | 30+      | 5+     | 8+          | 0+         |
| R. Baldvinsson | 22          | 0           | 4           | 0           | 4                 | 0                 | 1                 | 0                 | ?             | ?             | ?             | ?             | ?           | ?           | ?           | ?           | 26+      | 0+     | 5+          | 0+         |
| H. Breimyr     | 29          | 1           | 2           | 0           | 4                 | 0                 | 0                 | 0                 | ?             | ?             | ?             | ?             | ?           | ?           | ?           | ?           | 33+      | 1+     | 2+          | 0+         |
| E. Ertzeid     | 21          | 4           | 2           | 1           | 2                 | 0                 | 0                 | 0                 | ?             | ?             | ?             | ?             | ?           | ?           | ?           | ?           | 23+      | 4+     | 2+          | 1+         |
| J. Høidahl     | 0           | 0           | 0           | 0           | 0                 | 0                 | 0                 | 0                 | ?             | ?             | ?             | ?             | ?           | ?           | ?           | ?           | 0+       | 0+     | 0+          | 0+         |
| F. Hole        | 0           | 0           | 0           | 0           | 0                 | 0                 | 0                 | 0                 | ?             | ?             | ?             | ?             | ?           | ?           | ?           | ?           | 0+       | 0+     | 0+          | 0+         |
| Ø. Hopen       | 8           | 1           | 4           | 0           | 0                 | 0                 | 0                 | 0                 | ?             | ?             | ?             | ?             | ?           | ?           | ?           | ?           | 8+       | 1+     | 4+          | 0+         |
| E. Jakobsen    | 16          | 0           | 2           | 0           | 2                 | 2                 | 0                 | 0                 | ?             | ?             | ?             | ?             | ?           | ?           | ?           | ?           | 18+      | 2+     | 2+          | 0+         |
| A. Khalili     | 29          | 17          | 2           | 0           | 3                 | 2                 | 0                 | 0                 | ?             | ?             | ?             | ?             | ?           | ?           | ?           | ?           | 32+      | 19+    | 2+          | 0+         |
| S. Khattab     | 24          | 2           | 3           | 0           | 4                 | 1                 | 0                 | 0                 | ?             | ?             | ?             | ?             | ?           | ?           | ?           | ?           | 28+      | 3+     | 3+          | 0+         |
| A. Kristiansen | 30          | 0           | 2           | 0           | 4                 | 0                 | 0                 | 0                 | ?             | ?             | ?             | ?             | ?           | ?           | ?           | ?           | 34+      | 0+     | 2+          | 0+         |
| V. Landro      | 28          | 0           | 2           | 0           | 4                 | 0                 | 0                 | 0                 | ?             | ?             | ?             | ?             | ?           | ?           | ?           | ?           | 32+      | 0+     | 2+          | 0+         |
| M. Lode        | 27          | 0           | 9           | 0           | 3                 | 0                 | 0                 | 0                 | ?             | ?             | ?             | ?             | ?           | ?           | ?           | ?           | 30+      | 0+     | 9+          | 0+         |
| A. Midtsian    | 12          | 0           | 0           | 0           | 0                 | 0                 | 0                 | 0                 | ?             | ?             | ?             | ?             | ?           | ?           | ?           | ?           | 12+      | 0+     | 0+          | 0+         |
| T. Møster      | 23          | 2           | 4           | 0           | 4                 | 0                 | 1                 | 0                 | ?             | ?             | ?             | ?             | ?           | ?           | ?           | ?           | 27+      | 2+     | 5+          | 0+         |
| H. Romslo      | 4           | 0           | 0           | 0           | 1                 | 0                 | 1                 | 0                 | ?             | ?             | ?             | ?             | ?           | ?           | ?           | ?           | 5+       | 0+     | 1+          | 0+         |
| E. Selliken    | 0           | 0           | 0           | 0           | 0                 | 0                 | 0                 | 0                 | ?             | ?             | ?             | ?             | ?           | ?           | ?           | ?           | 0+       | 0+     | 0+          | 0+         |
| O. Selliken    | 0           | 0           | 0           | 0           | 0                 | 0                 | 0                 | 0                 | ?             | ?             | ?             | ?             | ?           | ?           | ?           | ?           | 0+       | 0+     | 0+          | 0+         |
| O. Skartun     | 30          | 16          | 2           | 0           | 3                 | 3                 | 0                 | 0                 | ?             | ?             | ?             | ?             | ?           | ?           | ?           | ?           | 33+      | 19+    | 2+          | 0+         |
| J. Tveita      | 30          | 4           | 2           | 0           | 4                 | 1                 | 0                 | 0                 | ?             | ?             | ?             | ?             | ?           | ?           | ?           | ?           | 34+      | 5+     | 2+          | 0+         |
| H. Urstad      | 27          | 3           | 3           | 0           | 4                 | 1                 | 1                 | 0                 | ?             | ?             | ?             | ?             | ?           | ?           | ?           | ?           | 31+      | 4+     | 4+          | 0+         |
| T. Vagle       | 2           | 0           | 0           | 0           | 2                 | 0                 | 0                 | 0                 | ?             | ?             | ?             | ?             | ?           | ?           | ?           | ?           | 4+       | 0+     | 0+          | 0+         |
| F. Vinningland | 0           | 0           | 0           | 0           | 0                 | 0                 | 0                 | 0                 | ?             | ?             | ?             | ?             | ?           | ?           | ?           | ?           | 0+       | 0+     | 0+          | 0+         |
| K. Viste       | 0           | 0           | 0           | 0           | 0                 | 0                 | 0                 | 0                 | ?             | ?             | ?             | ?             | ?           | ?           | ?           | ?           | 0+       | 0+     | 0+          | 0+         |
| K. Wemberg     | 23          | 1           | 2           | 0           | 2                 | 0                 | 0                 | 0                 | ?             | ?             | ?             | ?             | ?           | ?           | ?           | ?           | 25+      | 1+     | 2+          | 0+         |